# Vergebung (Roman)
Vergebung ist der letzte Band einer dreibändigen Reihe von Kriminalromanen des schwedischen Autors Stieg Larsson, die zwischen 2005 und 2007 postum unter dem Titel Millennium-Trilogie veröffentlicht worden sind. Der Thriller erschien 2007 auf Schwedisch unter dem Titel Luftslottet som sprängdes (dt. „Das Luftschloss, das gesprengt wurde“) und wurde in verschiedene Sprachen übersetzt. Eine englische Fassung erschien unter dem Titel The Girl Who Kicked the Hornets' Nest.
Die deutsche Erstausgabe, übersetzt von Wibke Kuhn, erschien 2008 im Heyne Verlag, ebendort 2010 eine Taschenbuchausgabe. Weltweit wurden über 31 Millionen Exemplare der Trilogie verkauft.

## Inhalt

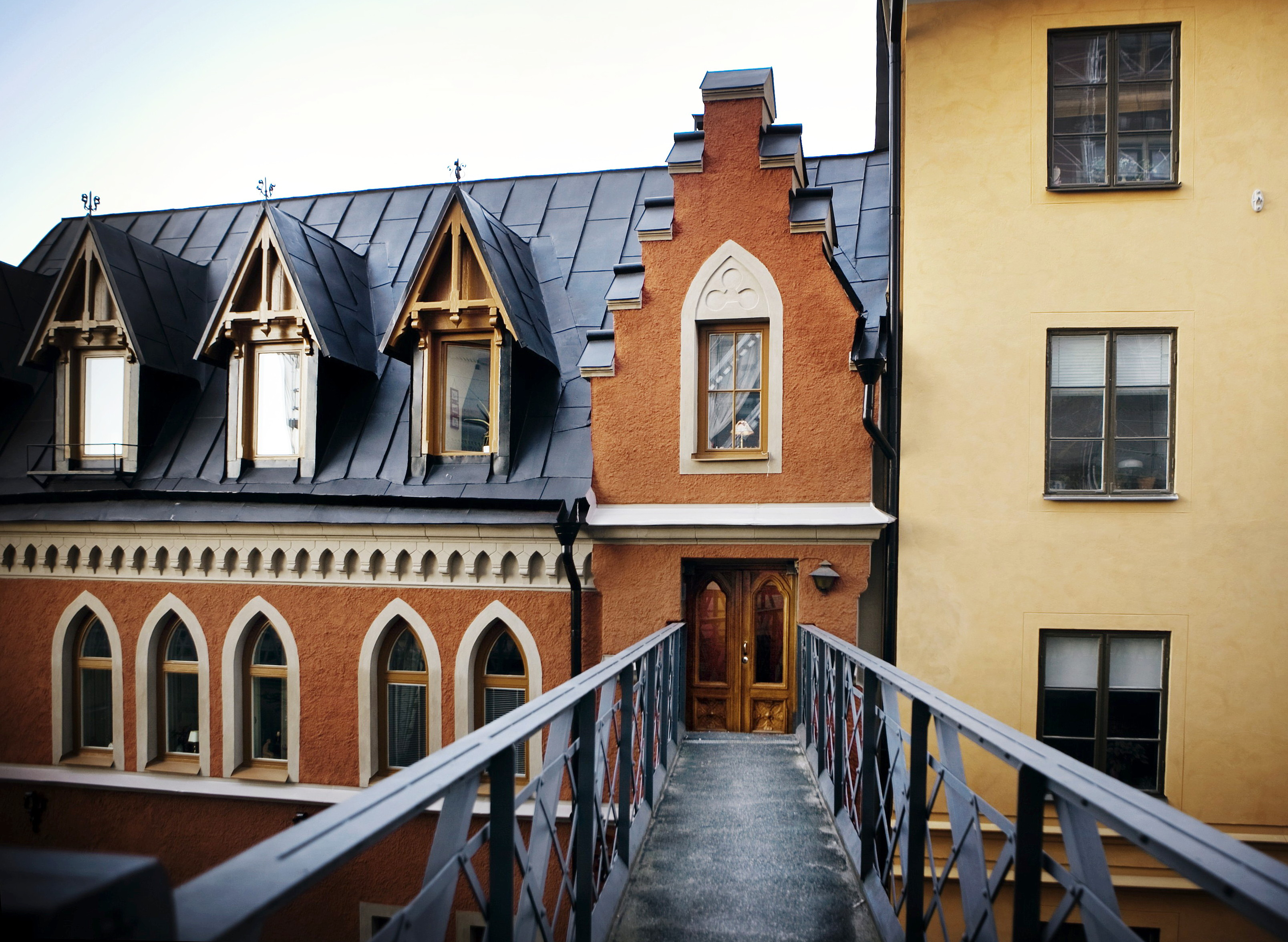
Bellmansgatan 1, Mikael Blomkvists Wohnung in Stockholm

Nach dem gewaltsamen Zusammentreffen mit ihrem Vater Alexander „Zala“ Zalatschenko, das im zweiten Teil der Millennium-Trilogie behandelt wird, liegt Lisbeth Salander schwer verletzt im Sahlgrenska-Krankenhaus in Göteborg. Auch ihr Vater hat die Auseinandersetzung überlebt und liegt zwei Zimmer weiter im selben Krankenhaus.
Zeitgleich treffen sich ehemalige und noch tätige Mitarbeiter der Sicherheitspolizei (SiPo) und planen weitere Vorgehensweisen, um die Affäre Zalatschenko zu vertuschen. Da dieser zu keiner Kooperation bereit ist und mit der Veröffentlichung kompromittierender Dokumente droht, begibt sich der ehemalige, längst pensionierte und an Krebs erkrankte Leiter der „Sektion für spezielle Analyse“ der SiPo, Evert Gullberg, ins Krankenhaus, wo Zalatschenko liegt, und tötet diesen mit einem Kopfschuss. Danach bringt er sich selbst um. Fast gleichzeitig wird Gunnar Björck, stellvertretender Abteilungsleiter bei der Sicherheitspolizei, umgebracht, wobei dieser Mord als Suizid getarnt wird.
Mikael Blomkvist sorgt währenddessen dafür, dass Salander trotz eines von der Staatsanwaltschaft über sie verhängten Besuchsverbots mithilfe eines eingeschmuggelten internetfähigen HP Palms mit ihm in Kontakt treten und ihn dank ihres Netzwerks in der Hacker-Szene bei seinen Recherchen unterstützen kann. Blomkvists Schwester Annika Giannini, die Rechtsanwältin ist, baut inzwischen bereits ein Verteidigungskonzept für Salander auf, denn diese erwartet nach ihrer Genesung eine Anklage wegen diverser Verbrechen, darunter schwere Körperverletzung, Hausfriedensbruch, Einbruchsdiebstahl und illegaler Waffenbesitz. Die Staatsanwaltschaft und die sog. Zalatschenko-Gruppe innerhalb der „Sektion für spezielle Analyse“ wollen erreichen, dass Salander auf unbegrenzte Zeit in die geschlossene Psychiatrie eingewiesen wird. Der Psychiater Dr. Peter Teleborian, der Salander bereits als Kind „behandelt“, für ihre Einweisung und später für ihre Entmündigung gesorgt hat, steht ihnen dabei willig zu Diensten.
Salander verfasst einen Bericht über die Vorgänge, der erst unmittelbar vor dem Prozess ihrer Anwältin und dem Staatsanwalt übergeben werden soll. Nebenbei gelingt es ihr, einen Stalker von Erika Berger, der mit Blomkvist weiterhin befreundeten ehemaligen Chefredakteurin von Millennium, zu entlarven, sodass er unschädlich gemacht werden kann.
Die Mitarbeiter der Sektion wollen sämtliche Beweise verschwinden lassen, die gegen sie verwendet werden könnten. Da Blomkvist mittlerweile zahlreiche Beweise zusammengetragen hat und die Liquidierung aller Exemplare eines kompromittierenden Berichts misslungen ist, plant die Sicherheitspolizei (SiPo, die Sektion), auch ihn zu beseitigen. Erika Berger und Blomkvist werden von der SiPo ausspioniert, indem diese ihre Telefone überwacht und Wanzen in Blomkvists Wohnung installiert. Allerdings kann Blomkvist mit Hilfe vom Verfassungsschutz seine eigene Wohnung überwachen und hat somit Zugriff auf Material, welches beweist, dass die Sektion in illegale Aktivitäten verwickelt ist.
Die Sektion plant, Blomkvist und Berger in einem Restaurant von Auftragsmördern töten zu lassen, doch kann die alarmierte Polizei gerade noch rechtzeitig eingreifen. Zudem versucht die Sektion, Mikaels Ruf zu beschädigen und damit die Glaubwürdigkeit der geplanten Veröffentlichungen von Millennium über ihre Machenschaften zu schmälern, indem sie in seine Wohnung einbricht und dort Kokain und Bargeld deponiert. Doch die zur Bewachung seiner Wohnung von Mikael beauftragte private Sicherheitsfirma kann die Aktion im Nachhinein vereiteln.
Als Salander so weit genesen ist, dass sie aus dem Krankenhaus entlassen werden kann, muss sie sich vor Gericht verteidigen. Der ermittelnde Staatsanwalt Ekström, der zu einem willigen Werkzeug der Sektion geworden ist, versucht Salander mit Hilfe des Gutachters Dr. Teleborian in eine geschlossene Abteilung einweisen zu lassen. Obwohl Salander konkrete Angaben über die früheren Misshandlungen in der Psychiatrie und durch ihren früheren Vormund Nils Bjurman machen kann, unterstellt der Staatsanwalt ihr paranoide Verwirrung. Die Verteidigung kann aber eine Kopie von Salanders Krankenakte vorlegen, die ihre Angaben beweist. Als die Verteidigerin Giannini das Vergewaltigungsvideo mit Bjurman im Gerichtssaal vorführt, wird dem Richter und den Schöffen klar, dass Salander glaubwürdig ist. Inzwischen haben die mit Salander befreundeten Hacker Plague, Trinity und Bob the Dog alle Dateien von Dr. Teleborians Rechner kopiert und über Blomkvist an Salanders Verteidigerin Giannini übergeben. Diese kann damit nachweisen, dass das Gutachten geschrieben wurde, bevor Dr. Teleborian mit Salander sprechen konnte.
Da sich auf Dr. Teleborians Computer auch Kinderpornos befanden, wird der Psychiater noch im Gerichtssaal von der Polizei verhaftet. Dadurch bricht die Strategie des Staatsanwalts zusammen und Salander wird in allen Anklagepunkten freigesprochen und für geschäftsfähig erklärt.
Während die Gerichtsverhandlung läuft, lässt der Verfassungsschutz nacheinander alle Mitglieder der Sektion verhaften.
Nach Zalatschenkos Tod kann Salander dessen Vermögen und seine Grundstücke erben. Sie will das Erbe jedoch nicht antreten. Nur das Gebäude einer stillgelegten Ziegelei erregt ihr Interesse. Zalatschenkos Faktotum, ihr Halbbruder Ronald Niederman, nach dem wegen Polizistenmord gefahndet wird, hält sich dort versteckt. Als Salander dort hinfährt, kommt es zum Showdown zwischen den beiden. Letztlich kann Salander Niederman mit einem Druckluftnagler an den Boden nageln. Sie hetzt die Rockerbande auf ihn und informiert dann die Polizei.

## Charakteranalyse

### Mikael Blomkvist
Mikael Blomkvist als männlicher Hauptcharakter ist ein talentierter Journalist und Teilhaber der Monatszeitschrift Millennium. Beruflich steht er häufig am Rande seiner Existenz. Zu seinem Arbeitsstil gehört eine ausgesprochene Hartnäckigkeit. Außerdem tendiert er zum Perfektionismus, wobei er sich von seiner Umwelt abschottet. Blomkvist begegnet Salander und ist von der Frau und ihrem Schicksal fasziniert. Seine Zuneigung drückt er in Hilfsbereitschaft aus, obwohl sich die Öffentlichkeit gegen Salander gerichtet hat. Blomkvist hat zahlreiche Beziehungen, unter anderem mit Cecilia Vanger, Erika Berger und Monica Figuerola, ist jedoch zu keiner dauerhaften Bindung fähig. Zusammen mit Salander hat er Hans-Erik Wennerström als gemeinsamen Feind.

### Lisbeth Salander
Lisbeth Salander, die zweite Protagonistin, ist überdurchschnittlich intelligent und eigenwillig. Mithilfe ihrer Fähigkeiten (u. a. fotografisches Gedächtnis) hat sie es, teilweise durch illegale Maßnahmen durch Computerbetrug am Großindustriellen Erik Wennerström, zu einem Vermögen gebracht. Sie wird als schlanke und zierliche Person beschrieben, die einen Hang zur schwarzen Kleidung besitzt. Von ihrer sexuellen Ausrichtung her ist sie bisexuell, zum Beispiel führt sie eine Beziehung mit Mirjam Wu. Von einigen wird sie mit dem Satanismus in Verbindung gebracht. Salander ist eine Computer-Hackerin und setzt sich für misshandelte Frauen und gegen Behördenwillkür ein. Sie selbst hatte in ihrer Kindheit ein traumatisches Missbrauchserlebnis, was es ihr unmöglich macht, Aussagen vor der Polizei oder vor Psychiatern zu tätigen. Außer Mirjam Wu hat Salander keine weiteren Bezugspersonen und lebt sehr isoliert. Sie verliebt sich in Mikael Blomkvist, gesteht sich ihre Gefühle ihm gegenüber jedoch nicht ein.

## Auszeichnungen
- 2009 LovelyBooks Leserpreis in der Kategorie Spannung (Krimi, Thriller)

## Adaptionen

### Hörspiel
Auf Deutsch liegt der Roman in einer Hörspiel-Fassung auf Tonträger in einer Produktion des WDR vor mit Ulrich Matthes, Sylvester Groth und Anna Thalbach. Dieses Hörspiel wurde 2011 vom Kölner Verlag Random House Audio auf Tonträger veröffentlicht.

### Hörbuch
Vergebung erschien 2009 auf Tonträgern. Gelesen wurde der Titel von Dietmar Bär. Die Übersetzung erfolgte aus dem Schwedischen von Wibke Kuhn. Für die Lesefassung und Regie zeichneten Thomas Krüger sowie der Verleger Schall & Wahn aus Bergisch Gladbach verantwortlich. 2012 erschien bei Audible eine ungekürzte Version, gelesen von Dietmar Wunder.

## Ausgaben
- Vergebung. Übers. von Wibke Kuhn. München 2008. ISBN 978-3-453-01380-3.
- Vergebung. Heyne-Taschenbuch, München 2010, ISBN 978-3-453-50387-8.